# Meclov
Meclov település Csehországban, a Domažlicei járásban. Meclov Otov, Srby, Poběžovice, Domažlice, Ždánov, Milavče, Horšovský Týn, Chrastavice, Luženičky és Blížejov településekkel határos. Lakosainak száma 1199 fő (2024. január 1.).

## Népesség
A település lakosságának változását az alábbi diagram mutatja:
| Lakosok száma | 1602 | 1676 | 1869 | 1128 | 1016 | 1124 | 1122 | 1188 | 1195 | 1199 |
|               | 1869 | 1900 | 1921 | 1961 | 1980 | 2011 | 2016 | 2019 | 2021 | 2024 |